# ケラスターゼ
ケラスターゼ（Kerastase）はフランスのロレアルが展開しているヘアサロン向けプロフェッショナル・ラグジュアリのヘアケア製品。
1964年に「健康な頭皮から健康な髪が生まれる」という理念に基づいて作られた。ブランド名は、毛髪を意味する「ケラチン」と、美しさを意味する「スターゼ」というふたつの言葉を組み合わせて命名された。
1970年代にドライ、オイリー、ダメージと髪のトラブル別に細かく対応する、新しいコンセプトを元にした製品分類を元にラインナップを整えた。さらには、スキンケアと同様にカウンセリングを通じた顧客一人一人のタイプに合わせたヘアエステの考え方を確立。その後、他ブランドも次々に追従し、ケラスターゼの提唱した「タイプ別」がヘアケアの主流となっていった。
1980年代には髪のダメージの度合いに合わせて製品を選べる方式を採用。さらにケラスターゼは、サロンで行われるエステの効果を高め、それを美しくキープするための「ホームエステ」という概念を初めて確立した。これにより、サロンとホームという2つのケアシーンを合わせた商品ラインナップが登場した。
ケラスターゼは1990年代に日本に進出した。